# Gordius

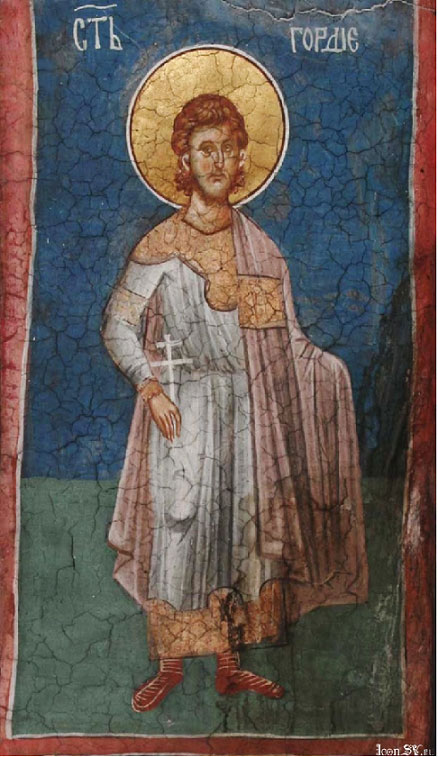
Gordius auf einer Darstellung in der Kirche des Christus Pantokrator in Decani, Kosovo, entstanden um 1350

Gordius (latinisiert aus griech. Γόρδιος, transliteriert Gordios) (* im 3. Jahrhundert in Caesarea in Kappadokien (heute Kayseri in der Türkei); † um 320 in Caesarea) war ein christlicher Märtyrer. Er gilt in mehreren christlichen Konfessionen als Heiliger beziehungsweise als denkwürdiger Glaubenszeuge.

## Namensbedeutung
Γόρδιος (Gordios) ist der griechische Ausdruck für „Mann aus Gordion“, der Hauptstadt Phrygiens.

## Leben
Basilius der Große berichtete in seinem Werk „In Gordium Martyrem“, Gordius sei als Sohn christlicher Eltern geboren worden. Diesen Glauben habe er selbst auch immer behalten. Später sei er in die römische Armee eingetreten. Aufgrund seiner Tapferkeit und militärischen Fähigkeiten sei er etwa zur Zeit des Kaisers Licinius zum Centurio aufgestiegen. Negativ beeindruckt von Hinrichtungen durch die römische Staatsmacht während der diokletianischen Christenverfolgung zu Beginn des vierten Jahrhunderts habe er seinen Dienst quittiert, um nicht an der Verfolgung seiner Glaubensgeschwister teilnehmen zu müssen und um einem entsprechenden richterlichen Beschluss zuvorzukommen.
Danach habe er als Einsiedler in freiwilliger Verbannung ab dem Jahr 303 in der Sinai-Wüste auf dem Berg Horeb gelebt, um sich durch Fasten, Gebet, Überlegungen, Lesen und Arbeit darauf vorzubereiten, Jesus Christus öffentlich zu bekennen. Besonders soll er über die Eitelkeit und Wertlosigkeit all dessen nachgedacht haben, wonach die Menschen auf Erden streben, was in ihm den Wunsch geweckt habe, zu sterben und in das ewige Leben einzugehen, das unvergänglich und unbestechlich ist. Dabei habe er eine Vision von Gott gehabt und sich danach noch mehr nach einer Offenbarung gesehnt. Er habe weiter meditiert und auf eine günstige Gelegenheit gewartet, offen als Christ in Erscheinung zu treten. Basilius’ Beschreibung lehnte sich dabei deutlich an den Propheten Elija an, der in der Literatur des frühen Christentums oft als Urbild des Asketen aufgefasst wurde.
Ein anderer Grund, der für Gordius’ Ausscheiden aus der Armee angegeben wird, ist Licinius’ Krieg gegen den christenfreundlichen Konstantin den Großen im Jahre 314. Licinius wollte Nichtchristen gegen seinen Gegner ziehen lassen, weshalb er zuvor die Christen aus seiner Armee entfernte. Ferner zerstörte er zahlreiche Kirchen.
Im Jahre 320 soll Gordius jedenfalls unerwartet nach Cäsarea zurückgekehrt sein, um gegen die Verletzung der Religionsfreiheit zu protestieren, als Licinius sein Pogrom fortsetzte: Bei einem Wagenrennen zu Ehren des Kriegsgottes Mars, bei dem die Offiziellen versammelt waren, soll Gordius freiwillig in die Mitte getreten sein und den heidnischen Kult kritisiert haben. Sein Bekenntnis habe er in Anlehnung an die Worte in Jes 65,1  formuliert und damit seine Freiwilligkeit betont. Daraufhin sei er verhaftet worden, zumal er bereits durch seine asketische Figur und sein hinsichtlich Frisur, Barttracht und Kleidung ungepflegtes und zugleich anmutiges Äußeres und sein selbstsicheres Auftreten Aufsehen erregt haben soll. Dann habe er sich, vor den Präfekten gestellt, öffentlich zum Christentum bekannt. Seine Worte werden in einer Übersetzung von 1858 wie folgt wiedergegeben:
„Ich bin zurückgekehrt, um öffentlich zu zeigen, daß ich deine Edikte nicht im mindesten fürchte, sondern Jesum Christum als meine Hoffnung und meinen Beschützer laut bekenne. Wie ich höre, übertriffst du alle an Grausamkeit, und deshalb bin ich just zu dieser Zeit gekommen, um meine Gelübde zu erfüllen.“
Die Bitte seiner Verwandten, wenigstens zum Schein den Göttern zu opfern, stieß bei ihm Basilius zufolge auf taube Ohren. Er argumentierte ihnen gegenüber, der Tod würde ohnehin jeden ereilen, würde aber vor Gott keine Frucht bringen, wenn er auf natürlichem Wege einträte, und riet ihnen stattdessen ebenfalls zum freiwillig erreichten Märtyrertod. Auch nicht durch Drohungen und schwere Folter habe er sich vom öffentlichen Bekenntnis zum Christentum abbringen lassen, sondern sich mit Psalmworten getröstet. Angeblich verlangte er sogar zur Vergrößerung seines Lohnes nach weiterer Folter. Er soll es als äußerst närrisch bezeichnet haben, für die Rettung seines kurzen diesseitigen Lebens ewige Pein und geistliche Gefahren zu riskieren. Dieses Verhalten führte, so die Überlieferung, zu seiner Verurteilung zur Hinrichtung durch Enthauptung. Noch auf dem Weg zur Richtstätte soll er mit seinen Henkern über die Vorzüge der Kenntnis Christi gesprochen haben. Vor der Hinrichtung soll er sich bekreuzigt haben.
Unter den Zuhörern der Lobrede des Basilius sollen sich noch Augenzeugen des Martyriums des Gordius befunden haben.
Basilius nutzte dabei die Freiwilligkeit der Selbstauslieferung des Gordius, um diesen als vorbildlich darzustellen. Christel Butterweck (siehe Kapitel „Quellen“) zufolge ging es Basilius dabei nicht um eine Darstellung der historischen Wirklichkeit, sondern darum, Spiritualität und Gesellschaftskritik in einer bestimmten Weise zu verbinden, nämlich in dem Sinne, dass Askese keine Weltflucht darstelle, sondern durch die Besinnung auf die Macht Gottes Kraft für den Widerstand gegen unchristliche Verhältnisse spenden solle.

## Ehrungen
Der Ort Agios Gordios an der Westküste Korfus sowie die Kirche in der Mitte des Dorfes sind nach Gordius benannt.

## Gedenktag
Folgende Kirchen erinnern am 3. Januar an Gordius:
- römisch-katholische Kirche, auch 2. oder 4. Januar[1] (im Martyrologium Romanum erwähnt)
- orthodoxe Kirche
- armenische Kirche
- evangelische Kirche in Deutschland (im Evangelischen Namenkalender)[2]